# 十字架降架 (ファン・デル・ウェイデンの絵画)
『十字架降架』あるいは『十字架降下』（じゅうじかこうか、蘭: Kruisafneming、西: Descendimiento de la cruz）は、初期フランドル派の画家ロヒール・ファン・デル・ウェイデンが1435年ごろに描いた絵画。オーク板に油彩で描かれた板絵で、現在はマドリードのプラド美術館が所蔵している。磔刑に処せられたキリストを描いた作品で、十字架から降ろされたキリストの遺体を抱えている二人の男性はアリマタヤのヨセフとニコデモであると考えられている。
この絵画の制作年度が1435年ごろと推測されている根拠のひとつは、作風にある。また、作者のファン・デル・ウェイデンがこの時期に富と名声とを獲得しており、それらはこの作品がきっかけとなってもたらされたものと考えられているためでもある。ファン・デル・ウェイデンの初期の絵画で、師と考えられているロベルト・カンピンのもとでの徒弟期間を終えて間もなくの作品である。この作品にはカンピンの影響が如実に見られ、とくに彫刻のような硬い表質感と、赤、白、青を多用して鮮やかに彩られた写実的な人物の顔の表現に顕著となって表れている。『十字架降架』はファン・デル・ウェイデンが世界的な評価を得ようと意識して描いた大作であり、依頼主であるルーヴェンの弓射手ギルドがノートルダム・フオーリ・レ・ムーラ礼拝堂に献納することにちなんで、キリストの身体はクロスボウを模った「T」の形で描かれている。
美術史家たちはこの作品について、キリスト磔刑を描いたフランドル絵画の中でもっとも影響力があったことはまず間違いなく、完成後200年の間に何度も模写され、大規模な絵画の模範と見なされていたと高く評価している。キリストの死を深く嘆き悲しむ人々の、衝撃的ともいえる感情表現と精緻な空間表現がさまざまな評価となって表れた作品でもある。

## 概要
キリストが処刑された十字架から降ろされる場面の記録は、『福音書』のキリストの埋葬に関連するものしかない。キリスト教の正典たる4点の『福音書』には、アリマタヤのヨセフがキリストの遺体を引き取り埋葬の準備をしたと書かれており、『ヨハネによる福音書』では19章38節から42節にかけて、ニコデモもヨセフとともにキリストの遺体を受け取った人物として記述されている。そしてどの福音書にもキリスト埋葬の場面で聖母マリアに関する描写は一切ない。しかしながら中世ではキリスト受難の物語がより精緻化され、この物語の中でキリストの母たるマリアが果たす役割が大きくなっていった。このような傾向の一例として14世紀のカトリック神学者ルドルフ (en:Ludolph of Saxony) の著作と考えられている『キリストの伝記 (Meditationes de Vita Christi )』があげられる。

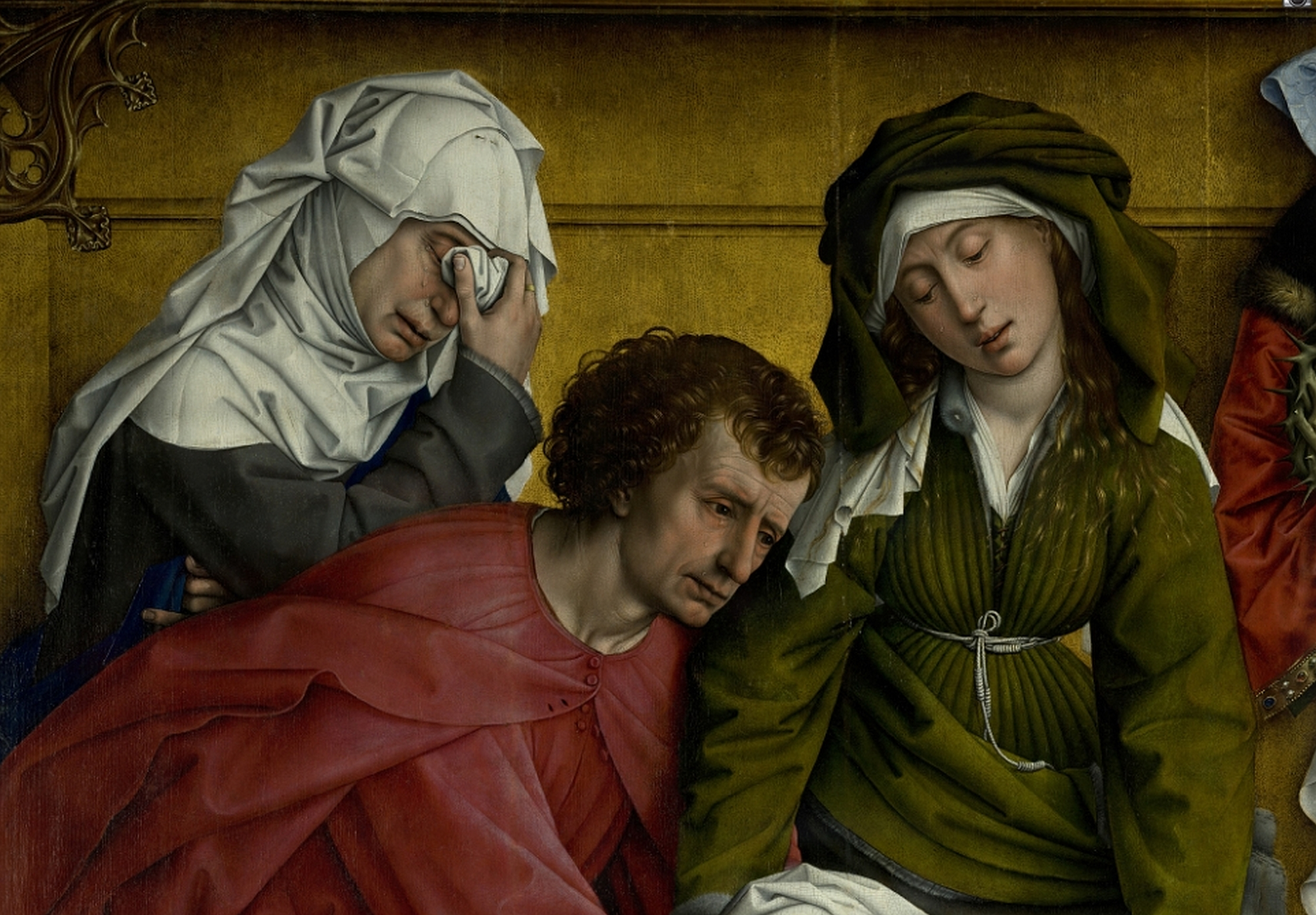
絵画左部分の拡大画像。美術史家キャンベルの人物比定によると左から、クロパの妻マリア、洗礼者ヨハネ、マリア・サロメである。

バーバラ・レーンは、時代とともにキリストの生涯の物語が変遷していった背景として、キリストの十字架降架を描いた様々な絵画作品が影響を与えていると指摘しており、ファン・デル・ウェイデンの『十字架降架』についても「この後、聖母マリアはキリストの右手をあがめるように自分の手にとり、そして頬に押し当てて涙を流しながら深い悲しみに浸ることだろう」としている。
中世において聖母マリア崇敬が高まりを見せたことについてミリ・ルービンは、15世紀初めごろから芸術家たちが十字架の下に気絶しそうな弱々しい女性としてマリアを描いたことが関係していると考え、とくにファン・デル・ウェイデンの『十字架降架』がもっとも大きく影響を与えた作品だとしている。この弱々しいマリアを当時の神学者たちは「Spasimo（悲痛）」という言葉で表現した。16世紀初頭には聖母マリアを繊弱に表現するのはごく当たり前の風潮となり、ローマ教皇ユリウス2世が「Spasimo（悲痛）の日」という新たな祝日を定めようとしたが、この考えは賛同を得られずに終わっている。
美術史家ローン・キャンベルはこの『十字架降架』に描かれている人物像が誰であるのかを同定しようとした。キャンベルの推測では向かって左から右へ、聖母マリアの異父妹クロパの妻マリア、福音記者ヨハネ、聖母マリアのもう一人の異父妹で緑の衣服を着用しているマリア・サロメ、気絶しているかのような聖母マリア、イエス・キリストの遺体、赤い衣服を着用したニコデモ、梯子に足をかけている男はニコデモあるいはアリマタヤのヨセフの年若い召使い、金のローブという絵画中もっとも豪奢な衣装を着用しているアリマタヤのヨセフ、その後ろのおそらくヨセフのもう一人の召使いの髭を生やした壷を持った男、そして印象的な姿形のマグダラのマリアが一番右に描かれているとする。
キャンベルの推測、とくにアリマタヤのヨセフとニコデモの同定に対して異議を唱える美術史家もいる。ディルク・デ・フォスはキリストの上半身を支えている赤い衣服の男性はアリマタヤのヨセフで、キリストの脚を支えている豪奢な衣服の男性がニコデモであるとして、キャンベルとは正反対の同定をしている。

## 表現技法
同時代に描かれた絵画の中でこの『十字架降架』を特異ならしめているのは、中央に描かれた息子であるキリストの遺体と酷似した姿形で崩れ落ちる弱々しい聖母マリアと、その気絶寸前のマリアを支えようとしている二人の人物の表現である。それまでの初期フランドル派の絵画には見られなかった、まったく新しい姿形で描かれた人物像で、ファン・デル・ウェイデンによる革新的な表現手法だった。しかしながら作品に見られる感傷表現は、ドイツ人の神秘思想家トマス・ア・ケンピスの著作で1418年に初版が発行された有名な『キリストに倣いて』の宗教的献身描写（ディヴォーション）からの影響を強く受けている。『十字架降架』と同様に『キリストに倣いて』も、キリストと聖母マリアの苦しみを観覧者あるいは読者自身の苦痛として追体験するかのような描写がなされている。15世紀のカトリック神学者デニス・ファン・リューエンの学説も、聖母マリアの重要性とキリストの最後の瞬間にマリアが見せる信仰心を説いている。ファン・リューエンは、キリストの魂がその身体を離れたときには聖母マリアも臨死状態だったという意見を確信を持って述べており、ファン・デル・ウェイデンの『十字架降架』こそがこの見解を強く裏付けるものであるとした。

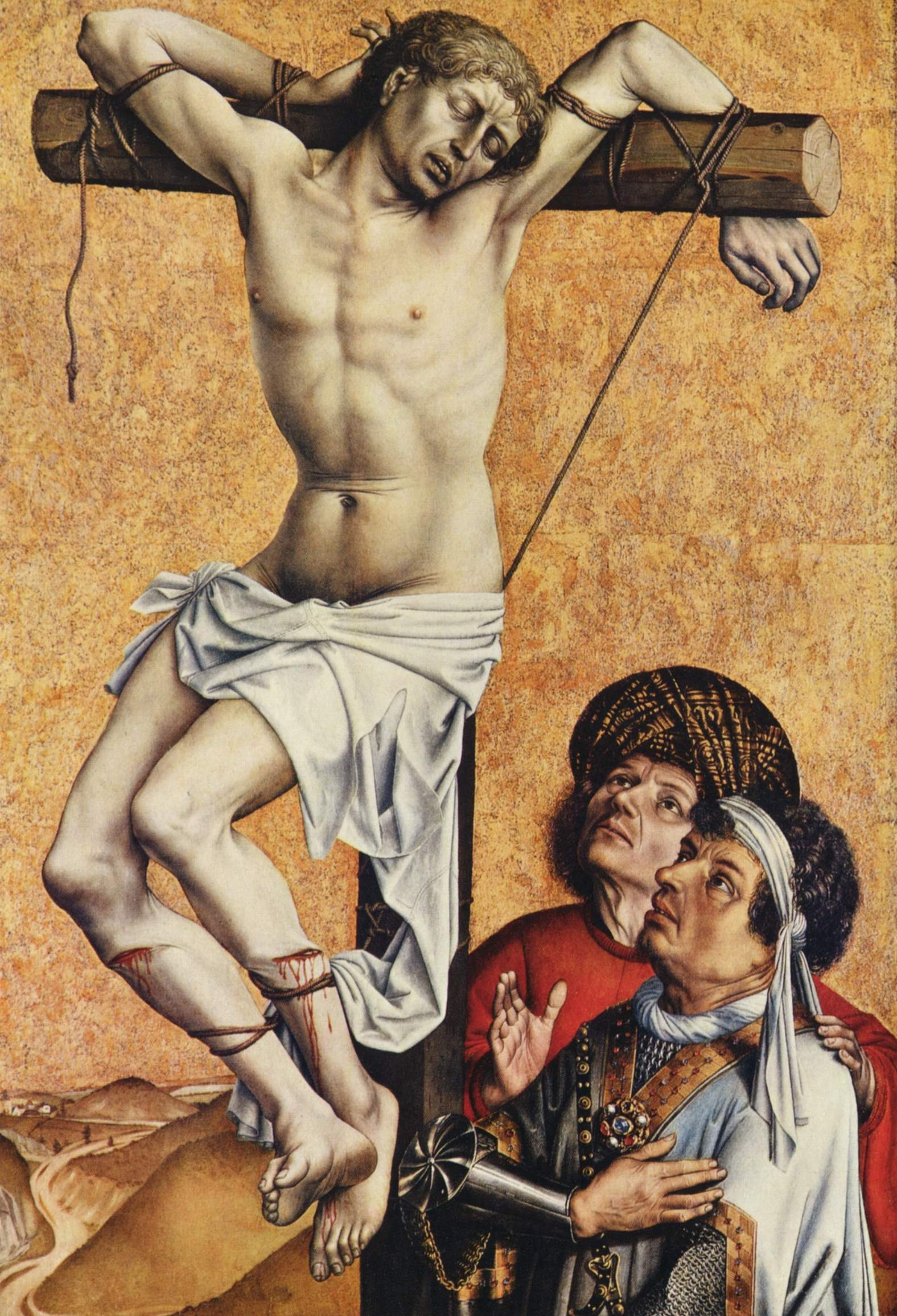
ロベルト・カンピン、『磔にされた盗人』（1420年 - 1440年頃）
シュテーデル美術館（フランクフルト・アム・マイン）
カンピンの彫刻的な作風は初期のファン・デル・ウェイデンに非常に大きな影響を与えたため、一時期の美術史家たちはこの二人が同一人物だと判断していた。

描かれているキリストの姿形はクロスボウの外観を彷彿とさせるが、これはこの作品がクロスボウを扱う弓射手のギルドからの依頼で描かれたということを反映したものである。エイミー・パウエルは、中世の神学理論では張り詰めたクロスボウがキリストの暗喩だったと主張し、「樹木や獣の角と弦からなるクロスボウは救世主を意味する。弦は救世主の聖なる身体の象徴で、限界まで張り詰められ、引き伸ばされたその様子は、救世主が受けた受難の苦しみを表している」とした。14世紀の詩人ハインリヒ・フォン・ノイシュタットも「彼は十字架に留められた/無垢なる脚と/無垢なる腕は引き伸ばされた/まるで弓の弦のように」とその詩に詠っている。ファン・デル・ウェイデンの『十字架降架』に描かれているキリストは、矢を放ち終えて弛緩している弓として描かれているのである。
ディルク・デ・フォスは、ファン・デル・ウェイデンが色彩豊かな人物像を描いて大規模彫刻のような印象を祭壇画に与え、絵画作品が彫刻作品に劣らない芸術であることを証明しようとしたのではないかと指摘している。祭壇画の隅には透かし彫り彫刻のような装飾が描かれており、さらには金箔も施されている。舞台劇のような静止した様々なポーズの人々が描かれ、このこともこの作品に彫刻のような印象を与えて、一瞬間を切り取って濃密に凝縮したかのような雰囲気に満ちている。心痛のあまり失神する聖母マリアには、すぐさまヨハネが手を差し伸べている。キリストを十字架から降ろす役割の男は遺体を支えきれずに梯子からずり落ちようとしているが、キリストの遺体はアリマタヤのヨセフとニコデモがしっかりと抱きかかえて、右方向へと運んでいこうとしている。ニコデモの動きはそのまま、時が止まった彫像のようなポーズで嘆くマグダラのマリアへと自然に流れていく。デ・フォスは「とまった時間が一つの世界を構築しているかのようだ。なんという構成であろう。波のような線描が互いに作用し、人物たちのゆらぐポーズと対置表現はまさしく多声音楽における対位旋律の技法と比肩しうる」とした。

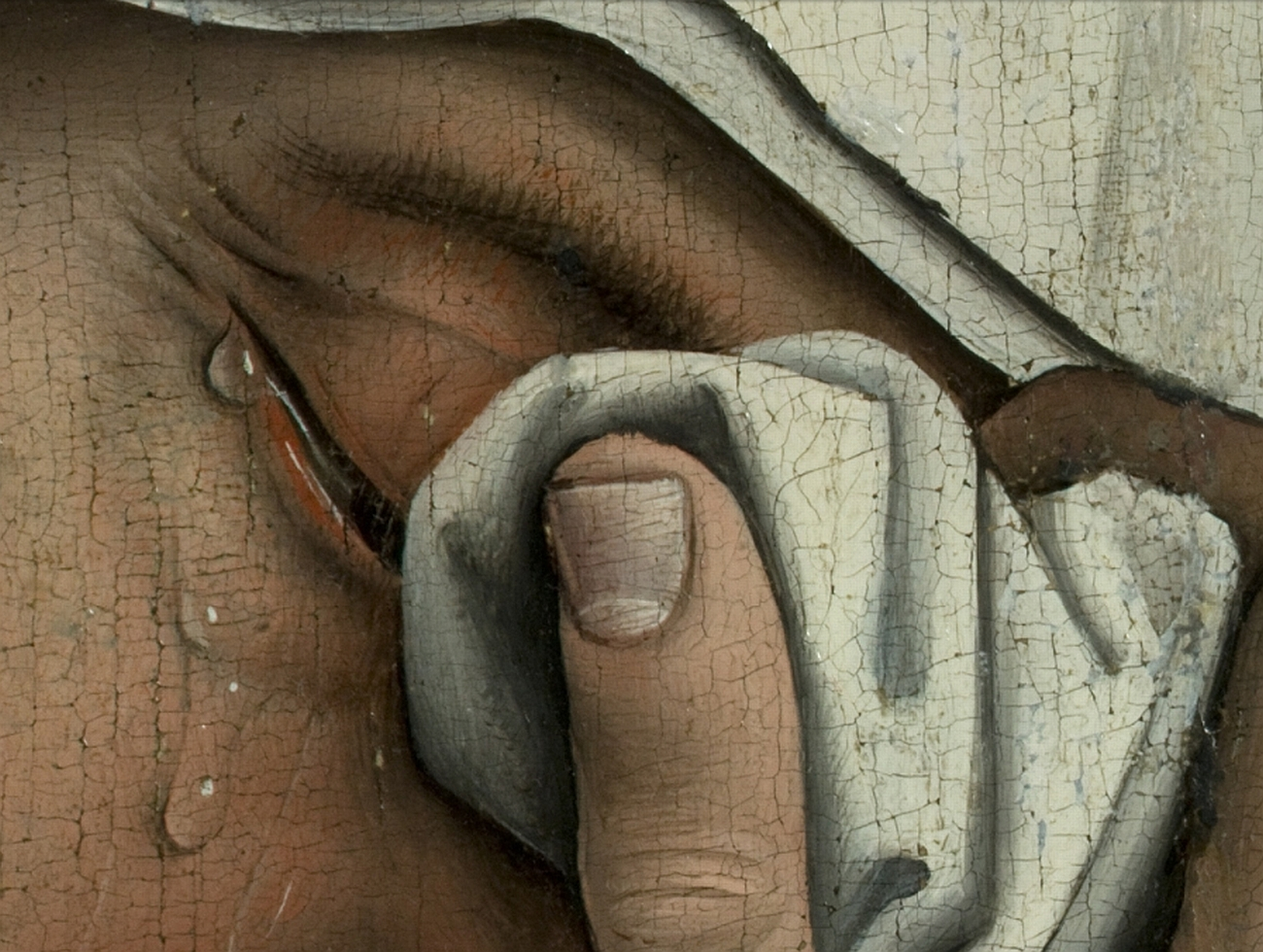
泣いている聖母マリアの異父妹クロパの妻マリア

この祭壇画はキリストが処刑されてから以降の聖書の場面を一つに統合した作品として解釈できる。すなわち「十字架降架 (en:Descent from the Cross)」、「キリストの哀悼 (en:Lamentation of Christ)」、「キリストの埋葬 (en:Entombment of Christ)」である。重ねられたキリストの足は釘が打ちつけられた状態のままで、両腕も十字架に磔になっていたときの形をとどめている。アリマタヤのヨセフは、キリストの遺体越しに画面左下に置かれているアダムの頭骨を凝視している。ヨセフは豪奢な衣装をまとった中産階級風に表現され、この作品の中でもっとも人物肖像画らしい外見で描かれている。ヨセフが見つめるアダムの頭骨はキリストの手とマリアを結んだ視線の先にあり、このことがキリストとマリアが人類の新たなアダムとイブであるということを意味する。つまりこの作品は人類の贖罪と救済を表現した作品といえるのである。
デ・フォスは『十字架降架』の複雑な画面の空間構成についても言及している。表現されている画面の奥行きはせいぜい肩幅程度しかないにも関わらず、描かれている人物たちは少なくとも前後五列に配置されている。最前面から、聖母マリア、キリスト、髭を生やしたアリマタヤのヨセフ、十字架、そして梯子に登っている召使いである。そして画面の「最後景」では、この召使いの握り締めた右手から画面前方に飛び出た釘が、この空間構成が錯覚に満ちたものであるということを意図的に物語っている。
キャンベルは、この絵画でもっとも重要なのは細部にわたる写実描写ではなく、作品を観る物の心を不安に陥れるような歪みの表現であるとしている。明らかに不合理な細部描写と、現実そのままに正確に描かれた対象物を歪ませることによって、ファン・デル・ウェイデンがこの作品を観るものに衝撃を与え、描かれている対象物が何であるかを再確認させることを意図していると指摘した。さらにキャンベルは、ファン・デル・ウェイデンがアンリ・マティスやパブロ・ピカソらと同様に、あらゆる点において同時代の画家たちの先を行っていた画家だったと主張している。
この作品における錯覚を利用した騙し絵的な要素の一例として、キリストの遺体から引き抜いた釘を握りしめた、梯子に登っている召使いがあげられる。キャンベルは、この十字架の背後にいる召使いの服の袖が、作品最上部に描かれている彫刻を模した透かし彫りに引っかかっているように見えることを示した。さらに召使いが持っている血塗られた釘のうち、一本の頭部は額縁のように描かれた木枠より前にあるが、別の釘の先は描かれた透かし彫りの後ろに隠れていることも指摘した。そしてキャンベルは、この作品を観るものにとらえどころのない漠然とした不安感を与える効果のあるこのような空間の歪みが、あまりにも見え透いたものにならないように、ファン・デル・ウェイデンは描かれている重要な対象物の接点を隠すことに腐心していると主張している。たとえば描かれている奥行きの中には梯子は存在し得ず、その結果、梯子の最上部は十字架上部の背後にあるが、脚部は十字架下部の前方に向かって伸びているように見える。この矛盾を解決するためにファン・デル・ウェイデンは聖母マリアの左脚を非常に長く描き、その外套に画面下部を覆わせて十字架下部と梯子脚部の接点を巧妙に隠しているのである。

## 来歴

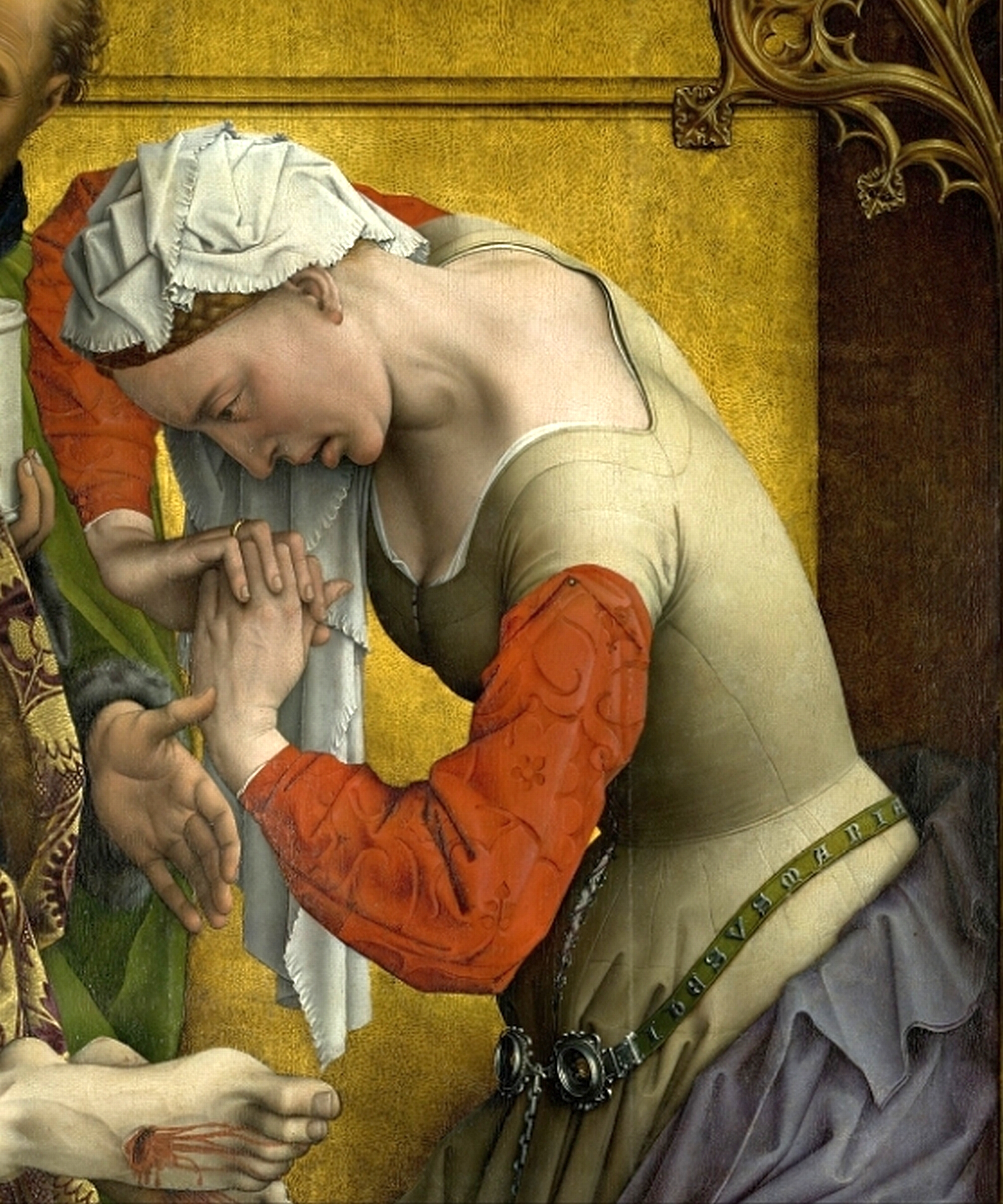
マグダラのマリアの拡大画像。右上に彫刻の透かし彫りを模した小さなクロスボウが描かれている

『十字架降架』はルーヴェンの弓射手ギルドの依頼で描かれ、ノートルダム・フオーリ・レ・ムーラ礼拝堂に献納された。画面の隅に装飾彫刻のように見える三角形の小さなクロスボウが描かれているのは、依頼主がクロスボウをあつかう弓射手ギルドだったためである。
デ・フォスもキャンベルもこの作品の制作年度は1435年ごろだとしている。デ・フォスは、ファン・デル・ウェイデンの『十字架降架』を模写した、ルーヴェンに残る最初期の作品である祭壇画が1435年までに、おそらくは1443年に完成したものだと主張しており、『十字架降架』がそれ以前に描かれたことは明らかだとしている。その後『十字架降架』は1548年ごろにミヒール・コクシー (Michael Coxcie) による模写作品ならびにオルガンと交換された。この作品の新しい所有者となったのは、神聖ローマ皇帝カール5世の妹で、ハプスブルク領ネーデルラント総督マリア・フォン・エスターライヒだった。入手当初はバンシュにあったマリアの居城に収められており、1551年にこの作品を目にしたスペイン宮廷人ヴィセンテ・アルバレスの「この城で最高の絵画であり、私から見れば世界最高の絵画であると思う。多くの優れた絵画を観てきたが、これほど写実的で敬虔さに満ちた作品はなかった。この作品を観たもの全員が同じ意見を持っている」という記録が残っている。
スペイン王フェリペ2世が領地であるネーデルラントを視察旅行したときにアルバレスも同行している。フェリペ2世は伯母であるマリアから『十字架降架』を譲り受けてスペインへと持ちかえり、自身の狩猟用の別宅エル・プラド宮殿 に収蔵した。1574年4月15日付けのエル・エスコリアル王宮資産目録には「十字架降架を描いた大きな板絵で、聖母マリアほか8名の人物像が描かれている．．．マエストロのロヒールの手によるもので、以前はクイーン・メアリが所有していた」と記録されている。
1936年にスペイン内戦が勃発し、多くの宗教美術品が破壊されてしまった。スペイン第二共和政府は優れた芸術品の保護に努め、『十字架降架』もエル・エスコリアル王宮からバレンシアへと移されて戦火を逃れている。その後1939年には列車でスイスへと移送され、ジュネーヴ歴史博物館で開催されたスペイン第二共和政府の苦境を訴えるための美術展「プラドの至宝展」で展示された。そして同年9月に『十字架降架』はスペイン本国のプラド美術館へと移送され、それ以来プラド美術館の所蔵となっている。
1992年までに『十字架降架』は支持体の板のひび割れと画面表面の劣化によって急速に状態が悪化したため、ニューヨークのメトロポリタン美術館のジョージ・ビサッカの指揮によってプラド美術館によって大規模な修復作業が実施された。

## 後世への影響
『十字架降架』は完成以来何度も模写され、他の芸術家たちに多大な影響を与えた。ファン・デル・ウェイデンの存命中からもっとも重要で比類ない芸術作品であると評価されていた作品である。1565年にアントウェルペンの印刷業者ヒエロニムス・コックが、オランダ人版画家コルネリス・コルトによる、『十字架降架』の再現版画を含む版画集を出版した。この版画集の『十字架降架』には「M. Rogerij Belgiae inuentum」という説明が刻まれており『十字架降架』がファン・デル・ウェイデンの作品であることを明記した最初の資料となっている。
1953年にドイツ人美術史家オットー・フォン・シムソンが、「（ファン・デル・ウェイデンと同じ）初期フランドル派には、この作品を模写したり自らの作品に取り入れた画家はほとんど存在しない」と指摘した。しかしながら、2010年にBBCが『十字架降架』の歴史と影響を調査するドキュメント番組を放送し、この番組の中でロンドン大学附属コートールド美術研究所のスージー・ナッシュ教授が「ファン・デル・ウェイデンがもたらした革新性は非常に大きなもので、ヨーロッパ中のあらゆる芸術家たちはその影響から免れることはほぼ不可能だった。何度も何度も幾度となく引用された作品である」さらに「15世紀全体を通して、私は『十字架降架』こそがもっとも重要な絵画であると固く固く信じている」と結論付けている。
2009年1月にGoogle Earthとプラド美術館の協同プロジェクトによって、インターネット上で『十字架降架』を含む12点の傑作が14,000メガピクセルという高解像度画像で鑑賞することが可能となった。